# 예쉬안
예쉬안(중국어: 葉璇, 병음: Ye Xuan, 1980년 2월 14일 ~ ) 또는 미셸 예(Michelle Ye)는 중국의 배우, 프로듀서이다.

## 출연 작품
- 마상천하 (2015)
- 신 용문비갑 (2015)
- 인세니티 (2015)
- 절청풍운 3 (2014)
- 마약전쟁 (2013)
- 모터웨이: 분노의질주 (2012)
- 절청풍운 2 (2011)
- 건당위업 (2011)
- 용의자 (2010)
- 원스 어 갱스터 (2010)
- 채리불권 2010 (2010)
- 화룡대결 (2010)
- 이소룡전 (2010)
- 유다리아일호 (2009)
- 스나이퍼 (2009)
- 피의 복수 (2009)
- 엑시던트 (2009)
- 대수사지녀 (2008)
- 이총 (2007)
- 희왕지왕 (2007)
- 정의아심지 (2005)
- 군룡희봉 (1989)
- 정매자 (1982)